# Karoliina Blackburn
Karoliina Blackburn, född den 23 november 1972 i Helsingfors, är en finländsk skådespelare, thaiboxare och programledare. Hon är mest känd för sin medverkan i parodin Star Wreck: In the Pirkinning, men har också medverkat i flera andra finska filmer. 2004 blev hon finsk mästare i thaiboxning i klassen 60 kg. 2005 var hon programledare för TV-showen Suuri Seikkailu.

## Filmografi (utvald)
- Badding (2000)
- Game Over (2005)
- Star Wreck: In the Pirkinning (2005)
- Suuri Seikkailu (en TV-show, med Karoliina som värd)